# Weekendavisens litteraturpris
Weekendavisens litteraturpris ist ein Literatur- und Leserpreis der dänischen Wochenzeitung Weekendavisen. Der Preis wurde 1980 vom damaligen Kulturredakteur Flemming Behrendt ins Leben gerufen, um dänischsprachige Bücher aus der Sach- und Schönen Literatur auszuzeichnen. Die Prämie des vom Berlingske Fond gestifteten Preises erhöhte sich im Laufe der Jahre von 5.000 DKK auf heute 100.000 DKK. Von der Literaturredaktion werden zehn Bücher nominiert und unter den Lesern zur Abstimmung gestellt. Die Verkündung des Preisträgers erfolgt alljährlich Ende Januar.

## Preisträger
| Nr. | Jahr | Preisträger                   | Titel                                                                               | Anmerkungen                                                                         |
| --- | ---- | ----------------------------- | ----------------------------------------------------------------------------------- | ----------------------------------------------------------------------------------- |
| 1.  | 1980 | Suzanne Brøgger               | Brøg (1965–1980)                                                                    | 416 S., Rhodos Forlag, Kopenhagen 1980                                              |
| 2.  | 1981 | Marie Hammer                  | Forsker i fem verdensdele                                                           | Memoiren, 211 S., Gyldendal, Kopenhagen 1981                                        |
| 3.  | 1982 | Villy Sørensen                | Ragnarok. En gudefortælling                                                         | Erzählung, 132 S., Centrum Forlag, Kopenhagen 1982                                  |
| 4.  | 1983 | Jørgen Christian Hansen       | Knæleren                                                                            | Roman, 254 S., Gyldendal, Kopenhagen 1983                                           |
| 5.  | 1984 | Poul Behrendt                 | Bissen og dullen                                                                    | Roman (Familiengeschichten aus der Gegenwart), 296 S., Gyldendal, Kopenhagen 1984   |
| 6.  | 1985 | Anna Sophie Seidelin          | Genfortælling af Det nye Testamente                                                 | 223 S., Sesams Forlag                                                               |
| 7.  | 1986 | Bent William Rasmussen        | En dag i Amerika                                                                    | Roman, 187 S., Borgens Forlag, Kopenhagen 1986                                      |
| 8.  | 1987 | Peter Bastian                 | Ind i musikken, en bog om musik og bevidsthed                                       | Buch über Musik und Bewusstsein, 208 S., Gyldendal; Kopenhagen 1987                 |
| 9.  | 1988 | Peter Høeg                    | Forestilling om det tyvende århundrede                                              | Roman, 355 S., Rosinante & Co, Kopenhagen 1988                                      |
| 10. | 1989 | Ib Michael                    | Kilroy, Kilroy                                                                      | Roman, 322 S. Gyldendal, Kopenhagen 1989                                            |
| 11. | 1990 | Peter Seeberg                 | Rejsen til Ribe                                                                     | Novellen, 132 S., Samlerens Forlag                                                  |
| 12. | 1991 | Søren Ulrik Thomsen           | Hjemfalden                                                                          | Gedichte, 56 S., Vindrose, Kopenhagen 1991                                          |
| 13. | 1992 | Birgitte Possing              | Viljens styrke. Natalie Zahle – En biografi om køn, dannelse og magtfuldkommenhed   | Biografie über Natalie Zahle, 680 S., Gyldendal, Kopenhagen 1992                    |
| 14. | 1993 | Benny Andersen                | Denne kommen og gåen                                                                | Gedichte, Prosagedichte, Prosa, 66 S., Borgens Forlag, Kopenhagen 1993              |
| 15. | 1994 | Pia Tafdrup                   | Territorial sang, en Jerusalem-komposition                                          | 108 S., Borgens Forlag, Kopenhagen                                                  |
| 16. | 1995 | Peter Schepelern (Red.)       | Filmleksikon                                                                        | Filmlexikon, 692 S., Mungsgaards Forlag, Kopenhagen                                 |
| 17. | 1996 | Bettina Heltberg              | Hvor der handles                                                                    | Politisches Sachbuch, 200 S., Gyldendal, Kopenhagen 1996                            |
| 18. | 1997 | Knud Sørensen                 | En tid                                                                              | Roman, 191 S., Gyldendal, Kopenhagen 1997                                           |
| 19. | 1998 | Anne Marie Løn                | Dværgenes dans                                                                      | Roman, 365 S., Gads Forlag, Kopenhagen                                              |
| 20. | 1999 | Hans Edvard Nørregård-Nielsen | Mands minde                                                                         | Memoiren, 174 S., Gyldendal, Kopenhagen                                             |
| 21. | 2000 | Joakim Garff                  | SAK. Søren Aabye Kierkegaard. En biografi                                           | Biografie über Søren Kierkegaard, 790 S., Gads Forlag, Kopenhagen 2000              |
| 22. | 2001 | Kristian Ditlev Jensen        | Det bliver sagt                                                                     | Autobiografie, 268 S., Gyldendal, Kopenhagen 2001                                   |
| 23. | 2002 | Bent Jensen                   | Gulag og glemsel. Ruslands tragedie og Vestens hukommelsestab i det 20. århundrede. | Geschichtliches Sachbuch, 522. S, Gyldendal, Kopenhagen 2002                        |
| 24. | 2003 | Jens Andersen                 | Andersen. En biografi 1-2                                                           | Biografie über Hans Christian Andersen, 968 S., Gyldendal, Kopenhagen               |
| 25. | 2004 | Jørgen Jensen                 | Danmarks oldtid. Bind 1–4                                                           | 4 Bände über Dänemarks Altertum, 2568 S., Gyldendal, Kopenhagen 2004                |
| 26. | 2005 | Jørgen Leth                   | Det uperfekte menneske. Scener fra mit liv                                          | Autobiografie, 368 S., Gyldendal, Kopenhagen 2005                                   |
| 27. | 2006 | Knud Romer                    | Den som blinker er bange for døden                                                  | Autobiografischer Roman, 176 S., Athene, 2006                                       |
| 28. | 2007 | Jens Smærup Sørensen          | Mærkedage                                                                           | Roman, 426 S., Gyldendal, Kopenhagen 2007                                           |
| 29. | 2008 | Mikkel Kirkebæk               | Schalburg - en patriotisk landsforræder                                             | Biografie über Christian Frederik von Schalburg, 520 S., Gyldendal, Kopenhagen 2008 |
| 30. | 2009 | Anne Lise Marstrand-Jørgensen | Hildegard                                                                           | Roman, 397 S., Gyldendal, Kopenhagen 2009                                           |
| 31. | 2010 | Birgithe Kosović              | Det dobbelte land                                                                   | Roman, 264 S., Gyldendal, Kopenhagen 2010                                           |
| 32. | 2011 | Erik Valeur                   | Det syvende barn                                                                    | Roman, 692 S., Politikens Forlag, Kopenhagen 2011                                   |
| 33. | 2012 | Kim Leine                     | Profeterne i Evighedsfjorden                                                        | Historischer Roman, 525 S., Gyldendal, Kopenhagen 2012                              |
| 34. | 2013 | Yahya Hassan                  | Yahya Hassan                                                                        | Gedichtssammlung, Gyldendal, Kopenhagen 2013                                        |
| 35. | 2014 | Tom Buk-Swienty               | Kaptajn Dinesen – Til døden os skiller                                              | Biografie, 529 S., Gyldendal, Kopenhagen 2014                                       |
| 36. | 2015 | Pia Fris Laneth               | 1915. Da kvinder og tyende blev borgere                                             | 439 S., Gyldendal, Kopenhagen 2015                                                  |
| 37. | 2016 | Flemming Rose                 | De besatte                                                                          | 351 S., People’s Press, Kopenhagen 2016                                             |
| 38. | 2017 | Naja Marie Aidt               | Har døden taget noget fra dig så giv det tilbage. Carls bog                         | 155 S., Gyldendal, Kopenhagen 2017                                                  |
| 39. | 2018 | Niels Brunse                  | Shakespeares samlede skuespil I-VI                                                  | Übersetzung, Gyldendal, Kopenhagen                                                  |
| 40. | 2019 | Jeanette Varberg              | Viking – Ran, ild og sværd                                                          | Sachbuch, 575 S., Gyldendal, Kopenhagen 2019                                        |
| 41. | 2020 | Stine Pilgaard                | Meter i sekundet                                                                    | Roman, 268 S., Gutkind, Kopenhagen 2020                                             |
| 42. | 2021 | Rakel Haslund-Gjerrild        | Adam i Paradis                                                                      | Roman, 304 S., Lindhardt og Ringhof, Kopenhagen 2021                                |
| 43. | 2022 | Christian Egander Skov        | Borgerlig krise                                                                     | Sachbuch, 280 S., Gyldendal, Kopenhagen 2022                                        |
| 44. | 2023 | Mathilde Walter Clark         | Det blinde øje                                                                      | Sachbuch, 288 S., Politikens Forlag, Kopenhagen 2023                                |